# Chiesa della Pietà (Venecija)
Chiesa della Pietà ili Santa Maria della Visitazione je crkva u sestieru Castello u Veneciji na promenadi Riva degli Schiavoni. 

## Povijest
Današnja crkva podignuta je između 1745. – 1760. po projektu Giorgia Massarija (1687-1766), na mjestu starije crkve, koja se nalazila desno od današnje zgrade, ona je srušena zbog trošnosti.
Glavna fasada, je međutim ostala nedovršena sve do početka 20. stoljeća, dovršena je tek 1906. manje više, po izvornim nacrtima. Mala izmjena je napravljena samo na sljemenu krovišta, gdje je postavljen križ umjesto tri mramorna kipa.
Crkva je tako nazvana jer se nalazila uz staro sirotište i bratovštinu u ulici Calle della Pieta, gdje je tijekom 17. stoljeća radio i stvarao Antonio Vivaldi.

## Unutrašnjost crkve
U unutrašnjosti se nalazi dramatičan ciklus fresaka Trijumf vjere Giovanni Battista Tiepola.

## Vanjske poveznice
|  | Zajednički poslužitelj ima još gradiva o temi Chiesa della Pietà (Venecija) |

- oxford art journal (engl.)